# Stenbrotorp

Stenbrotorp, torpställe från 1700-talet i Kungslena-Hömbs församling, Tidaholms kommun, Västergötland. Dess tidigare namn var Rämintorpet. Stället beboddes under mitten av 1700-talet av Löjtnant Carl von Beus.